# ریورساید البرت، نیوبرانزویک
ریورساید البرت (به انگلیسی: Riverside-Albert) یک منطقهٔ مسکونی در کانادا است که در نیوبرانزویک واقع شده‌است. ریورساید البرت ۳۵۰ نفر جمعیت دارد.